# Stazione di Ippommatsu (Saitama)
La stazione di Ippommatsu (一本松駅?, Ipponmatsu-eki) è una stazione ferroviaria della città di Tsurugashima, nella prefettura di Saitama in Giappone, ed è servita dalla linea Tōbu Ogose, diramazione della linea Tōbu Tōjō delle Ferrovie Tōbu.

## Linee
Ferrovie Tōbu
● Linea Tōbu Ogose

## Struttura
La stazione è dotata di due marciapiedi laterali con due binari passanti totali, che permettono qui ai treni di incrociarsi.
| 1 | ● Linea Tōbu Ogose | per Ogose  |
| 2 | ● Linea Tōbu Ogose | per Sakado |

## Stazioni adiacenti
| «           | Servizio    | »           |
| Linea Ogose | Linea Ogose | Linea Ogose |
| ----------- | ----------- | ----------- |
| Sakado      | Locale      | Nishi-Ōya   |